# Pierre-Étienne Flandin

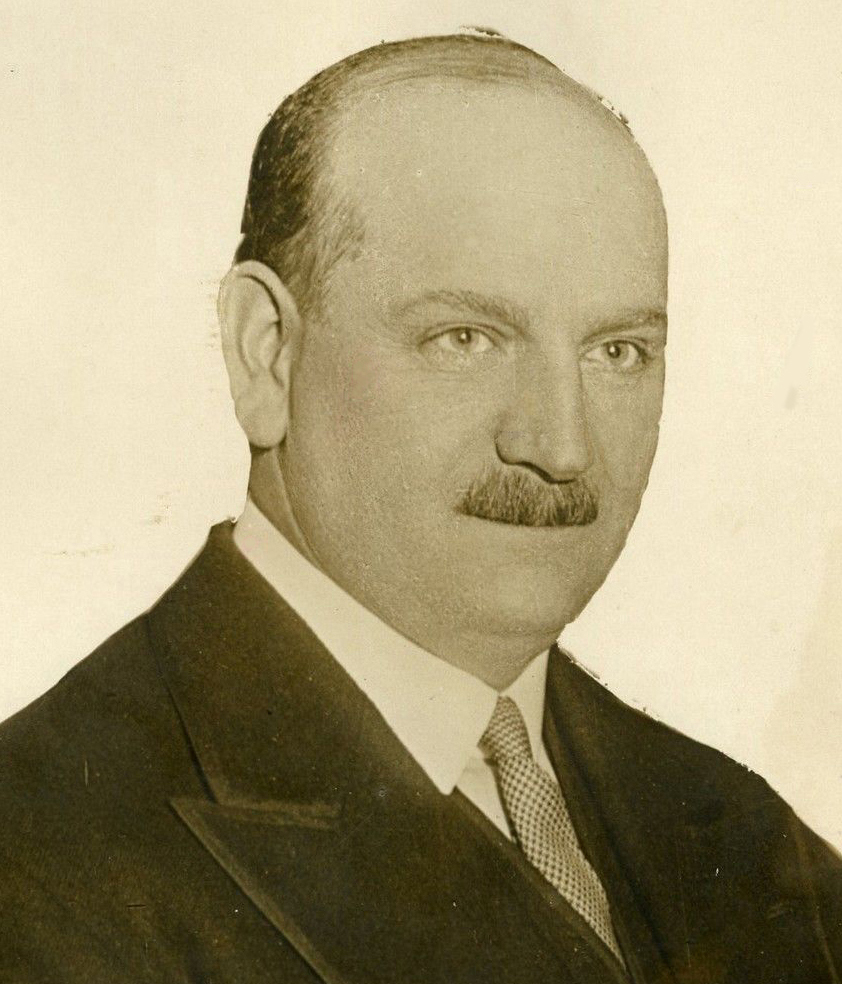
Pierre-Étienne Flandin (1931)

Pierre-Étienne Flandin (* 12. April 1889 in Paris; † 13. Juni 1958 in Saint-Jean-Cap-Ferrat, Département Alpes-Maritimes) war ein französischer Jurist und Politiker, von 1933 bis 1940 Parteivorsitzender der liberalen Alliance démocratique. Zwischen 1924 und 1936 übte er verschiedene Ministerämter aus, von November 1934 bis Juni 1935 war er Premierminister, von Januar bis Juni 1936 Außenminister seines Landes. Gegenüber NS-Deutschland vertrat Flandin eine Politik des Appeasement. Im Vichy-Regime unter Philippe Pétain war er von Dezember 1940 bis Februar 1941 stellvertretender Regierungschef und erneut Außenminister.

## Leben
Er war Sohn des Magistrats, Rechtsanwalts und Politikers Étienne Flandin (1853–1922), der Abgeordneter in der Nationalversammlung (Union républicaine), von 1909 bis 1920 Senator und von 1918 bis 1921 französischer Generalresident im Protektorat Tunesien war. Pierre Flandin studierte an der Pariser Juristenfakultät und der École libre des sciences politiques (Sciences Po). Seinen Wehrdienst leistete er in den neu entstandenen Luftstreitkräften, wo er 1912 den Pilotenschein erwarb. 1914 verlieh ihm die Universität Paris den Doktorgrad. Im selben Jahr wurde der 25-jährige Flandin als damals jüngster Abgeordneter ins französische Parlament gewählt. Dort vertrat er das Arrondissement Avallon im Département Yonne und saß zunächst in der Fraktion Union républicaine radicale et socialiste, die trotz ihres Namens eine liberale Ausrichtung hatte und in der Mitte des Parlaments positioniert war. Während des Ersten Weltkriegs wurde er im Kriegsministerium eingesetzt, wo er als Berichterstatter für die Aéronautique und ab 1917 als Direktor des interalliierten Dienstes im Staatssekretariat für Luftfahrt diente. 
Bei der Parlamentswahl 1919 wurde Flandin als Kandidat des Bloc national erneut zum Abgeordneten gewählt. Er schloss sich nun der Fraktion Gauche républicaine démocratique an, die vorwiegend Abgeordnete der bürgerlich-liberalen Partei Alliance républicaine démocratique (ARD; 1920 umbenannt in Parti républicain démocratique et social, PRDS) und unabhängige Radikale vereinte und die – wiederum anders als ihr Name vermuten lässt – eine Mitte-rechts-Position einnahm. Von Januar 1920 bis Januar 1921 war Flandin Staatssekretär für Luftfahrt und Luftverkehr in den Kabinetten Millerand I und II sowie Leygues. Ab 1922 gehörte er dem Leitungsausschuss der PRDS an. Im konservativen Kabinett von Frédéric François-Marsal, das im Juni 1924 nur wenige Tage im Amt war, übernahm Flandin das Amt des Ministers für Handel, Industrie, Post und Telegraphie. Dieses hatte er von November 1929 bis Dezember 1930 erneut inne. Von Januar 1931 bis Juni 1932 war Flandin Finanzminister in den Regierungen von Pierre Laval und André Tardieu. 
Die PRDS hatte sich 1928 in Alliance démocratique (AD) umbenannt. Sie verlor bei der Parlamentswahl 1932 viele Sitze, Flandin selbst konnte sein Mandat aber verteidigen. Als er 1933 den Parteivorsitz der AD übernahm, bemühte er sich um eine organisatorische Straffung der lockeren Honoratiorenpartei. Sie bekam ein neues Statut, bildete Regionalkomitees, einen Disziplinarausschuss und gab in der Folgezeit an, 20.000 Mitglieder zu haben. Ihre Abgeordneten ließen sich aber weiterhin nicht auf eine einheitliche Linie disziplinieren: Sie gehörten weiter verschiedenen Fraktionen an und stimmten auch in wichtigen Fragen uneinheitlich ab. Als Minister für öffentliche Arbeiten gehörte Flandin von Februar bis November 1934 erneut der Regierung an. 
Vom 8. November 1934 bis 31. Mai 1935 war Flandin Präsident des Ministerrats. Er folgte in dieser Position Gaston Doumergue, bevor er selbst von Fernand Bouisson abgelöst wurde. Sein Kabinett war eine bürgerliche Mitte-rechts-Koalition, die von der Parti radical und unabhängigen Radikalen über seine AD bis zur konservativen Fédération républicaine reichte. Als Regierungschef nahm Flandin an der Konferenz von Stresa teil, auf der Vertreter Frankreichs, Großbritanniens und Italiens ein gemeinsames Vorgehen gegenüber der Wiederbewaffnung und Expansionspolitik des nationalsozialistischen Deutschen Reichs berieten. Außerdem wurde in seiner Amtszeit der sowjetisch-französische Beistandsvertrag geschlossen. 
Vom 24. Januar 1936 bis zum 4. Juni 1936 war Flandin Außenminister in der Regierung von Albert Sarraut. In dieser Zeit war er mit der dem Versailler Vertrag widersprechenden Remilitarisierung des Rheinlandes konfrontiert. Bei der Parlamentswahl 1936 verlor Flandins AD weiter an Sitzen, Wahlsieger war die linke Volksfront. Anschließend war er ein wichtiger Vertreter der Opposition gegen die Linksregierung, bis diese im April 1938 zerbrach und wieder eine bürgerliche Koalition unter Einschluss der AD an die Regierung kam. Flandin befürwortete es, Deutschland gegenüber Zugeständnisse zu machen, um einen Krieg zu vermeiden (Appeasement-Politik). Nach dem Abschluss des Münchner Abkommens am 30. September 1938 schickte er Glückwunschtelegramme an die vier Unterzeichner Édouard Daladier, Neville Chamberlain, Benito Mussolini und Adolf Hitler.
Nach der verlorenen Schlacht um Frankreich und dem Waffenstillstand von Compiègne stimmte Flandin am 10. Juli 1940 in der Nationalversammlung für die erweiterten Vollmachten für Marschall Pétain. Die AD, der Flandin bis zu dieser Zeit vorstand, wurde im Vichy-Regime wie alle politischen Parteien der Dritten Republik aufgelöst. Später, vom 14. Dezember 1940 bis 9. Februar 1941, war Flandin stellvertretender Regierungschef (und damit de facto Premierminister unter Pétain als Chef de l’État) und zugleich Außenminister des Vichy-Régimes. Im Amt des Premierministers war er Nachfolger von Pierre Laval und Vorgänger von Admiral François Darlan. Flandin besaß nicht das Vertrauen der deutschen Besatzer.
In einem Strafverfahren wegen Kollaboration mit dem deutschen Besatzungsregime wurde er freigesprochen. Nach dem Krieg war er ab 1950 noch einmal Vorsitzender der Alliance démocratique, die jedoch im Parteiensystem der Vierten Republik bedeutungslos blieb.

## Werke
Politique française 1919 – 1940, 1947